# Homaspis brevis
Homaspis brevis là một loài tò vò trong họ Ichneumonidae.